# Xian de Pengxi
Le xian de Pengxi (蓬溪县 ; pinyin : Péngxī Xiàn) est un district administratif de la province du Sichuan en Chine. Il est placé sous la juridiction de la ville-préfecture de Suining.

## Démographie
La population du district était de 776 424 habitants en 1999.